# 윌리엄 컬렌 브라이언트

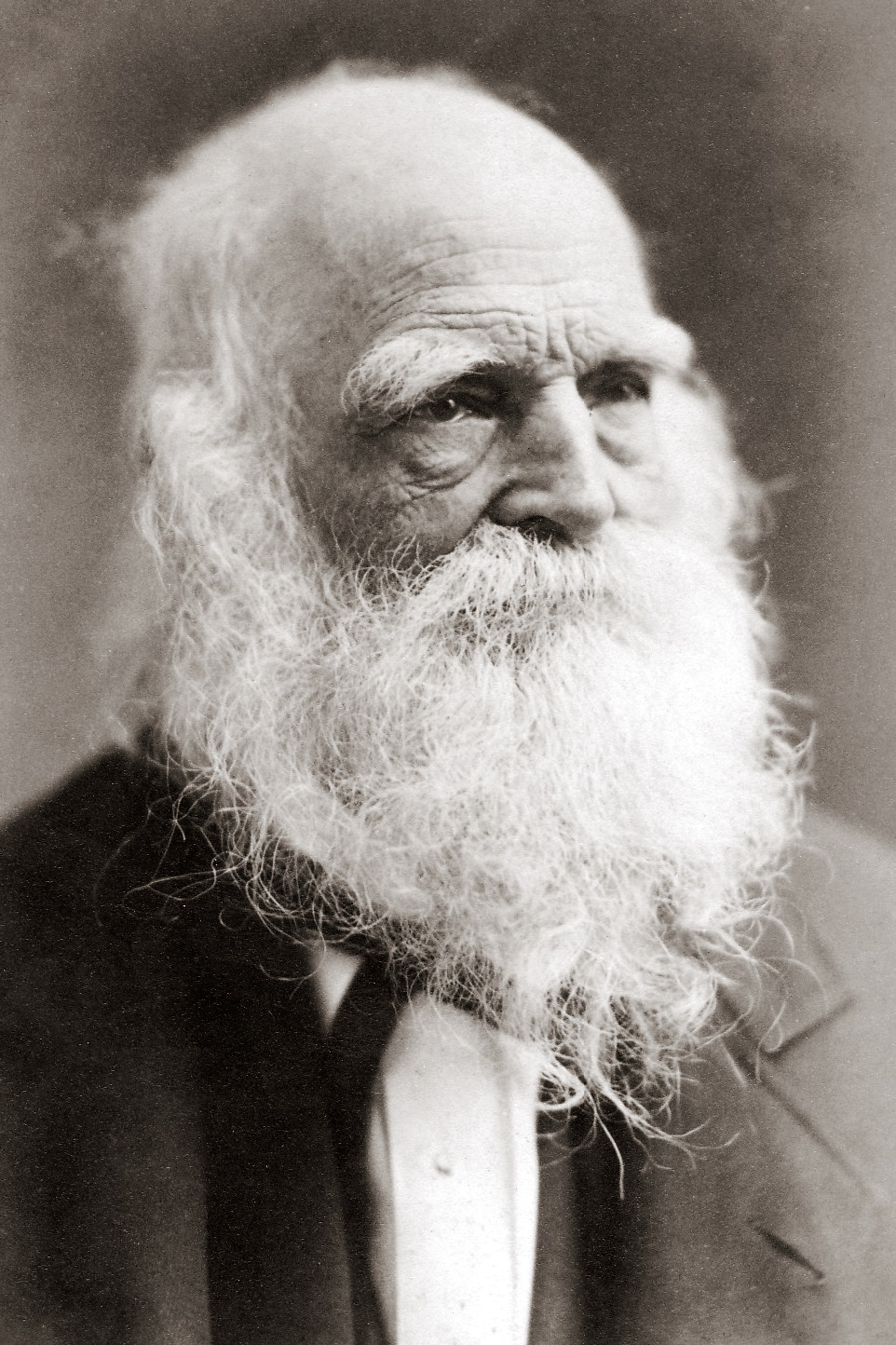
1876년

윌리엄 컬렌 브라이언트(William Cullen Bryant, 1794년 11월 3일 ~ 1878년 6월 12일)는 미국 시인이다. 16세 때 쓴 죽음의 명상시 <새너토프시스(Thanatopsis)>와 21세 때의 작품 <물새에게>가 걸작이며 <시집>(1832)에 그의 대표작이 모두 수록되어 있다. 퓨리턴 신앙에 입각한 윤리감과 자연애(自然愛)를 장중하게 노래한 시가 많다. 1829년 이후, 뉴욕시 신문의 주필을 지냈고, 만년에는 호메로스의 뛰어난 번역을 남겼다.